# خلجی (مهر)
خلجی روستایی از توابع بخش مرکزی شهرستان فراشبند در استان فارس ایران است. جمعیت کنونی ۲۰۰نفر است. خلجی معروف به چشمه ایست که از آن یاد می‌کنند. ترک‌های قشقایی ساکن آنجا بوده؛ همچنین شغل اهالی دامداری؛ پرورش زنبور عسل و… است.

## جمعیت
این روستا در دهستان آویز قرار دارد و براساس سرشماری مرکز آمار ایران در سال ۱۳۹۵، جمعیت آن ۲۶۷ نفر بوده‌است.